# Loi fédérale sur la protection des sols
La loi fédérale sur la protection des sols (BBodSchG) est une loi fédérale allemande entrée en vigueur en 1999 et qui constitue, avec les lois sur la protection du sol de chacun des Länder, la partie principale de la législation fédérale allemande sur la protection des sols. Cette loi est complétée par l’ordonnance fédérale sur la protection des sols et sur les sites contaminés (BBodSchV).

## Champ d'application
La loi fédérale sur la protection des sols s’applique aux sols au sens qui leur est donné dans la définition légale. Selon le paragraphe 2, alinéa 1 de la BBodSchG, il s’agit de la couche supérieure de la croûte terrestre dans la mesure où elle est le vecteur des fonctions des sols exposées dans l’alinéa 2, y compris les éléments liquides (solution du sol) et les éléments gazeux (air du sol), à l’exception cependant des eaux souterraines et des aquifères.

## Objectifs et domaines d'application
La BBodSchG a pour objectif de consolider ou de reconstituer durablement les fonctions du sol (protection des sols). Les « altérations néfastes du sol » doivent ainsi être évitées, le sol et les zones contaminées (ainsi que les pollutions des eaux qu’elles entraînent) assainis et les précautions contre les effets néfastes sur le sol adoptées. Les effets sur le sol doivent nuire le moins possible à ses fonctions naturelles ainsi qu’à sa fonction d’archive d’histoire naturelle et culturelle.
Cette protection juridique s’étend à toutes les fonctions du sol, comme sa fonction de moyen de subsistance et d’habitat de l’Homme, de gisements de matières premières, de lieu d’exploitation agricole et forestière et de composant de l’équilibre naturel. En théorie, la loi comprend également des dispositions concernant la protection du sol contre l’érosion et l’imperméabilisation ; en pratique, elle s’applique principalement aux altérations néfastes du sol dues aux déchets toxiques.

## Dispositions importantes

### Altérations néfastes du sol
D’après le paragraphe 2 alinéa 3 de la loi fédérale sur la protection des sols, les « altérations néfastes du sol » sont les altérations des fonctions du sol qui entraînent des risques, des inconvénients considérables ou des nuisances pour les individus ou la communauté. D’un point de vue juridique, il s’agit de l’un des termes clés de la loi fédérale allemande sur la protection des sols, qui a été calquée sur l’expression « effets néfastes sur l’environnement » dans la loi allemande sur la protection contre les émissions.

### Sites contaminés
D’après le paragraphe 2 alinéa 5 de la loi fédérale allemande sur la protection des sols, l’expression « sites contaminés » désigne les anciens sites de stockage et les sites pollués qui génèrent des altérations néfastes du sol ou représentent un risque autre pour les individus ou la communauté.  

### Assainissement
Le paragraphe 2 alinéa 7 de la loi fédérale allemande sur la protection des sols prévoit plusieurs types d’assainissement des sols :
- la décontamination (élimination ou diminution des polluants) ;
- la protection (limitation ou réduction à long terme de la propagation des polluants sans les éliminer) ;
- les mesures diverses pour éliminer ou diminuer les altérations nocives des qualités physiques, chimiques ou biologiques du sol.

#### Responsables de l'assainissement
L'un des points les plus litigieux sur les travaux d’assainissement consiste à déterminer qui se voit dans l’obligation de procéder à ces travaux. La question est traitée au paragraphe 4 alinéa 3 de la loi fédérale allemande sur la protection des sols. 
Comme le veut la tradition juridique du droit de sécurité général, il s’agit de déterminer si la responsabilité revient à un responsable par comportement (perturbateur par comportement) ou à un responsable par situation (perturbateur par situation). Cependant, le successeur universel (un héritier par exemple) du responsable par comportement sera également considéré comme responsable. Sont surtout considérés responsables par situation le propriétaire foncier, le détenteur réel de l’autorité (par exemple le tenancier d’une exploitation), mais également le propriétaire précédent lorsque celui-ci a transmis la propriété du terrain après l’entrée en vigueur de la loi le 1er mars 1999 (§4 alinéa 6 de la loi fédérale allemande sur la protection des sols).
Le responsable par comportement (perturbateur par comportement) d’une altération néfaste du sol endosse devant la loi la responsabilité illimitée de son assainissement et doit déployer tous les efforts nécessaires. En revanche, l’étendue de la responsabilité du responsable par comportement (perturbateur par comportement) est, elle, très controversée : il n’est pas responsable au moment de la contamination du site et est ainsi considéré « non coupable ». La cour constitutionnelle allemande (BVerfG) a entre autres confirmé, lors d’un jugement rendu le 16 février 2000, la constitutionnalité de la responsabilité du perturbateur par situation en vertu du droit fondamental de propriété (article 14 de la Constitution allemande) ; le législateur peut créer de telles réglementations dans le cadre de la définition des modalités sur le contenu et les restrictions de la propriété. Le propriétaire a régulièrement la possibilité juridique et pratique d’agir sur la chose et donc également sur la source de danger. La responsabilité de situation est ainsi justifiée par la possibilité d’agir, de par sa possession, sur la chose préjudiciable. La possibilité d’utiliser à des fins économiques une propriété matérielle implique, d’après le droit public, de pouvoir supporter les charges résultant de la chose et les risques sous-jacents à la possibilité d’utilisation.
Par ailleurs, le Tribunal constitutionnel fédéral allemand a limité la responsabilité des chefs d’État pour des raisons de proportionnalité : en règle générale, la somme à verser pour revendiquer le droit de propriété correspond à la valeur commerciale du terrain sans charges. Cependant, au cas par cas, cette responsabilité doit être revue davantage à la baisse, notamment si le terrain représente la partie la plus importante du patrimoine du propriétaire et un moyen de subsistance pour lui et sa famille. Par ailleurs, une responsabilité sur la valeur marchande peut également être retenue contre le propriétaire si celui-ci avait eu connaissance des conditions ayant contaminé le site (par exemple s’il a servi de station essence) lors de l’acquisition du terrain.